# 永大産業
永大産業株式会社（えいだいさんぎょう）は、大阪府大阪市住之江区平林南に本社を置く、床材やシステムキッチンなどの住宅設備を扱う企業である。1946年創業。

## 概要
創業者の深尾茂が1946年に大阪で、敗戦からの復興を目的として設立された合板製造業が始まり。1950年には日本で最初のプリント合板を製造し、戦災で住宅を失った人々に、新たな住宅を普及させた。このため同社は木材製品に強いことでもその名を知られる。
その後1960年代には事業を拡大、組み立てハウス事業（この分野ではいち早く大和ハウス工業が足を踏み入れていたため、のちに撤退せざるを得なくなる）やモーターボート販売などの事業に乗り出す。当時地震に強い住宅「永大ED工法ハウス」を発売してヒット商品となるが、不採算事業を多数抱えていたことや、撤退するタイミングを逃す間に経営状況が悪化、1978年に会社更生法を申請、1800億円の負債を抱えて倒産。以後は床材やシステムキッチンなどの製造・販売を軸に事業を進め、2020年春にはノーリツの住宅システム製品（システムキッチン、洗面化粧台など）事業を引き受けた。
1970年代にはTBS系の「時事放談」の番組スポンサーをつとめていたこともある。なお、かつて存在した玩具メーカーの永大（現在は倒産）とは資本・人材を通じて、関連性は一切ない。
2011年12月28日、33年ぶりに東証一部に指定された。

## 沿革
- 1946年 - 大阪市大正区にて設立。合板の製造・販売手がける。
- 1952年 - 大阪市浪速区で子会社「永大ベニヤ」（1970年に永大ハウジングに社名変更）設立。
- 1959年 - プリント合板生産。本社を住之江区に移転。
- 1960年 - 組み立てハウス、モーターボート販売開始。
- 1969年 - 住宅機器販売開始。
- 1971年 - ツー・バイ・フォー（ED）工法住宅販売。
- 1974年 - 住宅都市整備公団より内装プレハブ業者に指定。
- 1978年 ‐ 約1,800億円の負債を抱えて会社更生法申請により倒産。戦後最大の倒産と言われたが、その後5月に手続開始が決まり、株式上場廃止。
- 1979年 ‐ 収納事業開始。
- 1980年 - 住宅事業撤退。
- 1982年
  - 会社更生計画認可。9月に永大木材工業と永大ハウジングを吸収合併。
  - 11月 - トータルインテリアの販売及び大手住宅メーカーや高層マンションに対する建材供給を開始。
- 1993年 ‐ 会社更生手続完了。
- 2000年 - ISO 14001を福井県敦賀事業所から順次全国各事業所で認証取得。
- 2001年 - ISO 9001を大阪事業所から順次全国各事業所で認証取得。
- 2005年 - ブランドを英語の「EIDAI」に統一。
- 2006年11月 - フローリングで日本初のPEFC-CoC認証を取得。
- 2007年2月28日 - 東京証券取引所第2部再上場。
- 2011年12月28日 - 東京証券取引所第1部再上場。
- 2020年1月29日 - ノーリツから住宅システム製品事業を譲受[1][2][3][4][5][6]。

## 主な商品
- システムキッチン
  - ゲートスタイルキッチンS-1
  - ピアサスS-1ユーロモード
  - ラフィーナNEO
  - ラポッテ
  - コンパクトキッチンプレッソ
  - グランマジェストキッチン

など
- サニタリー
  - アクアージュsai
  - アクアージュフロート
  - シャンピーヌプレーン
  - キューボプレーン
  - 乾太くん専用収納ユニット

など
- システムバス
  - バノピア
- 床材
  - 銘樹ロイヤルセレクション
  - 銘樹ヘリンボーン
  - 銘樹モクトーン
  - コンカーボ
  - パートナーワン
  - アトムフラット
  - ダイレクトエクセル

など
- 室内階段
- 木製建具
  - マテリアルミックス
  - スキスムＳ
  - スキスムＴ
  - デコルシェ
  - グランマジェスト

など

## 番組スポンサー
- 時事放談（TBSテレビ、第1期）
- ヤングおー!おー!（毎日放送、後に日清食品に交代）- 1969年10月5日 - 1971年9月
- 夫婦善哉（朝日放送、テレビ版）
- 永大お笑いのど自慢 → 永大勝ち抜きのど自慢（日本テレビ）

※2022年現在、テレビやラジオなどでの広告活動はしていない。